# Парабола (література)
Пара́бола (дав.-гр. παραβολή — порівняння, зіставлення подоба) — повчальне інакомовлення, близький до притчі жанровий різновид, в якому за стислою розповіддю про певну подію приховується кілька інших планів змісту.

## Історія параболи
Перші згадки про параболи знаходимо у працях Арістотеля. Оратори в стародавній час називали параболу порівнянням. Але в давній риториці під параболою розуміли приклад та пояснення з дидактичною метою. Параболи досить часто зустрічаються в Біблії, особливо Новому Завіті. Також параболи були популярні у 2-ї пол. XVII—XVIII ст. у проповідницькій літературі.

## Структура
Парабола має двочленну структуру: фабулу і тлумачення, що має дидактичну мету. Тлумачення може реалізуватися і по ходу розповіді. Характерна особливість параболи — це яскравість сюжетних подій та образів. Ця структура спрямована на зацікавлення читача. Розповідь у творі починається з неважливих деталей, поступово переходить до головного і потім повертається до початкової теми.

## Відмінність притчі від параболи
У літературі є два терміни: парабола і притча. Часто їх використовують як синонімічні. А різниця між ними полягає в тому, що притча виражається в алегоричній формі. Парабола тяжіє до символу. Параболу деколи називають символічною притчею.

## Письменники, що використовували параболу у творах
- Ф. Кафка («Процес»)
- Г. Гессе («Гра в бісер»)
- Ж.-П. Сартр («Диявол і Господь Бог»)
- Г. Гарсіа Маркес («Сто років самотності»)
- В. Земляк («Зелені Млини», «Лебедина зграя»)
- Кобо Абе